# Generalzolldirektion
Die Generalzolldirektion (GZD) ist eine deutsche Bundesoberbehörde im Geschäftsbereich des Bundesministeriums der Finanzen (BMF). Ihr obliegt die operative Steuerung der Bundeszollverwaltung.
Präsident der Generalzolldirektion ist seit dem 31. Oktober 2024 Armin Rolfink.

## Rechtliche Stellung und Aufgaben
Die GZD ist gemäß § 1 Nr. 2 des Finanzverwaltungsgesetzes (FVG) eine Bundesfinanzbehörde im Rang einer Bundesoberbehörde.
Nach § 5a in Verbindung mit § 4 Absatz 2 und 3 FVG erledigt die GZD in eigener Zuständigkeit Aufgaben, die ihr durch Gesetz zugewiesen sind oder die ihr als beauftragte Behörde des Bundes durch das Bundesministerium der Finanzen oder mit dessen Zustimmung von einem anderen fachlich zuständigen Bundesministerium zugewiesen werden.
Die Generalzolldirektion leitet bundesweit die Durchführung der Aufgaben der Zollverwaltung. Sie ist als zentrale Behörde der Bundeszollverwaltung verantwortlich für Organisation und Personalangelegenheiten innerhalb des Zolls, für die Rechts- und Fachaufsicht über nachgeordneten örtlichen Behörden (Hauptzollämter und Zollfahndungsämter). Die GZD bestimmt außerdem die Bezirke und die Sitze der Hauptzollämter und der Zollfahndungsämter.
Die GZD nimmt in einigen Fällen auch operative Aufgaben war. So regelt der § 5a Absatz 2 FVG beispielsweise das innerhalb der GZD eine für den Zollfahndungsdienst zuständige Direktion (Zollkriminalamt) eingerichtet werden muss und das weiterhin innerhalb des Zollkriminalamtes die Zentralstelle für Finanztransaktionsuntersuchungen errichtet wird, welche für die Entgegennahme, Sammlung und Auswertung von Meldungen über ungewöhnliche oder verdächtige Finanztransaktionen, die im Zusammenhang mit Geldwäsche oder Terrorismusfinanzierung stehen zuständig ist.

## Geschichte

### Vorherige Organisationsstrukturen

#### Oberfinanzdirektionen
Bis zum 31. Dezember 2007 bestanden die Oberfinanzdirektionen (OFD) als Doppelbehörden von Landesfinanzverwaltungen (Steuer) und der Bundesfinanzverwaltung (Zoll) und waren als Mittelbehörden der Bundesfinanzverwaltung direkt den Hauptzollämtern übergeordnet (siehe Mischverwaltung). Die einzelnen Oberfinanzdirektionen hatten jeweils einen örtlichen Zuständigkeitsbereich.

#### Bundesfinanzdirektionen
Mit dem Projekt Strukturentwicklung Zoll wurden – insbesondere durch die Änderung des Finanzverwaltungsgesetzes zum 1. Januar 2008 – umfangreiche Änderungen innerhalb der Bundeszollverwaltung vorgenommen, die vor allem eine von den Länderstrukturen getrennte Bundesfinanzverwaltung zum Ziel hatten. Die bestehenden Oberfinanzdirektionen wurden aufgelöst oder die zollspezifischen Aufgaben herausgenommen und es wurden fünf Bundesfinanzdirektionen (BFDen) (Nord, Mitte, West, Südwest und Südost) mit Sitzen in Hamburg, Potsdam, Köln, Neustadt an der Weinstraße und Nürnberg neu geschaffen. Dabei blieb der für Zölle und Verbrauchsteuern zuständigen Abteilung III des BMF, welche zu diesem Zeitpunkt noch immer vollständig in Bonn angesiedelt war, ein für ministerielle Verhältnisse unüblich großer operativer Aufgabenbereich zugeteilt. Dadurch und durch die Tatsache, dass für die Bundeszollverwaltung zu diesem Zeitpunkt keine zentrale Bundesoberbehörde existierte, stellte die Abteilung III des BMF de facto die Spitze der Bundeszollverwaltung dar.
Die fünf Bundesfinanzdirektionen hatten bereits – ähnlich wie die jetzigen Fachdirektionen der GZD – eine eigene fachspezifische bundesweite Zuständigkeit. Anders als heute besaßen sie jedoch weiterhin im Bereich der Rechts- und Fachaufsicht auch einen örtlichen Zuständigkeitsbereich, sodass stets mehrere Hauptzollämter einer BFD zugeordnet waren. Dadurch war das gesamte Bundesgebiet in fünf BFD-Bezirke aufgeteilt. Zusätzlich war das Zollkriminalamt im Bereich der Verfolgung und Verhütung der mittleren, schweren und organisierten Zollkriminalität bereits als zentrale Stelle des Zollfahndungsdienstes bundesweit für die Rechts- und Fachaufsicht aller Zollfahndungsämter zuständig und das Bildungs- und Wissenschaftszentrum der Bundesfinanzverwaltung (BWZ) war ebenfalls als eigene Behörde und zentrale Bildungseinrichtung für den gesamten theoretischen Teil der Aus- und Fortbildung des Zollpersonals verantwortlich.

### Gründung der GZD
Mit dem Gesetz zur Neuorganisation der Zollverwaltung, welches am 1. Januar 2016 in Kraft trat, wurde als grundlegende organisatorische Änderung die Generalzolldirektion als Bundesoberbehörde für die Zollverwaltung gegründet. Die GZD hat die bestehenden fünf Bundesfinanzdirektionen, das Zollkriminalamt und das Bildungs- und Wissenschaftszentrum der Bundesfinanzverwaltung in Form von Fachdirektionen aufgenommen, sowie zwei Direktionen für Querschnittsaufgaben wie Personalangelegenheiten, Organisation, Haushalt und Informationstechnologie gebildet.
Hierbei wurden die vorher im Bundesfinanzministerium wahrgenommen operativen Tätigkeitsbereiche in die GZD verlagert und gleichzeitig diejenigen Dienstposten der Zollabteilung des BMF, die vorrangig mit Gesetzgebungsaufgaben befasst sind, in den Dienstsitz des BMF nach Berlin verlagert. Von vormals rund 210 Dienstposten, die bisher in Bonn angesiedelt waren, sollen rund 130 bis Ende 2019 endgültig nach Berlin wechseln, die restlichen 80 wurden in die GZD übertragen. Der Hauptsitz der GZD in Bonn (Am Propsthof 78a) hat somit insgesamt etwa 200 Mitarbeiter. Bundesweit gehören etwa 7000 Mitarbeiter zur GZD.
Zum ersten Präsidenten wurde der Jurist Uwe Schröder, zuvor Ministerialdirigent im BMF, ernannt, der das Amt bis Ende 2017 innehatte.

### Übernahme der Zentralstelle für Finanztransaktionsuntersuchungen (Financial Intelligence Unit – FIU) vom BKA
Am 26. Juni 2017 wurde durch das Gesetz zur Umsetzung der Vierten EU-Geldwäscherichtlinie, zur Ausführung der EU-Geldtransferverordnung und zur Neuorganisation der Zentralstelle für Finanztransaktionsuntersuchungen (BGBl. 2017 I S. 1822) die FIU vom BKA im Geschäftsbereich des Bundesministerium des Innern zum Zoll im Geschäftsbereich des Bundesministeriums der Finanzen verlagert und als neue Abteilung mit dem Ordnungsbuchstaben D an die Direktion VIII (Zollkriminalamt) angegliedert. Mittlerweile besteht die FIU als eigenständige Direktion X.

## Organisation

### Organigramm
Die GZD gliedert sich in zehn Direktionen – zwei Zentraldirektionen und acht Fachdirektionen. Die Zentraldirektionen I und II bündeln die vielfältigen Querschnittsaufgaben der Generalzolldirektion und schaffen die organisatorischen, personellen und haushalterischen Voraussetzungen für die fachliche Aufgabenwahrnehmung. Die Fachdirektionen III bis X übernehmen die operative Steuerung und Aufgabengestaltung in der Zollverwaltung.

### Direktion I – Personalangelegenheiten und Organisation sowie maritime Aufgaben
Sitz: Bonn
- Abteilung – Personal
  - Grundsatzfragen
  - Einzelfallentscheidungen
- Abteilung – Organisation
  - Dienstposten und Planstellenmanagement
  - Informations- und Wissensmanagement Zoll
  - Beschaffungswesen
  - Hausdienste
- Abteilung – Maritime Aufgaben

### Direktion II – Haushalt und Informationstechnik sowie die zentrale Auskunft
Sitz: Bonn

Symbolbild – Generalzolldirektion – Service-Center Dresden – Direktion II

- Abteilung – Haushalt und Zentrale Auskunft
  - Haushalt der Bundeszollverwaltung
  - Zentrale Auskunft
  - Arbeits, Gesundheits- und Strahlenschutz
- Abteilung – Informationstechnik und Technischer Dienst
  - Grundsatzfragen für IT-Projekte und Verfahren
  - Anforderungsmanagement
  - Qualitätssicherung
  - IT-Betreuung und IT-Betrieb
  - Technischer Dienst
- Abteilung – Service-Center
  - Service-Center Rostock
  - Service-Center Köln
  - Service-Center Dresden
  - Service-Center Düsseldorf
  - Service-Center Saarbrücken
  - Service-Center Stuttgart

### Direktion III – Allgemeines Steuerrecht und Kontrollen
Sitz: Potsdam
- Allgemeines Steuerrecht
- Vollstreckung

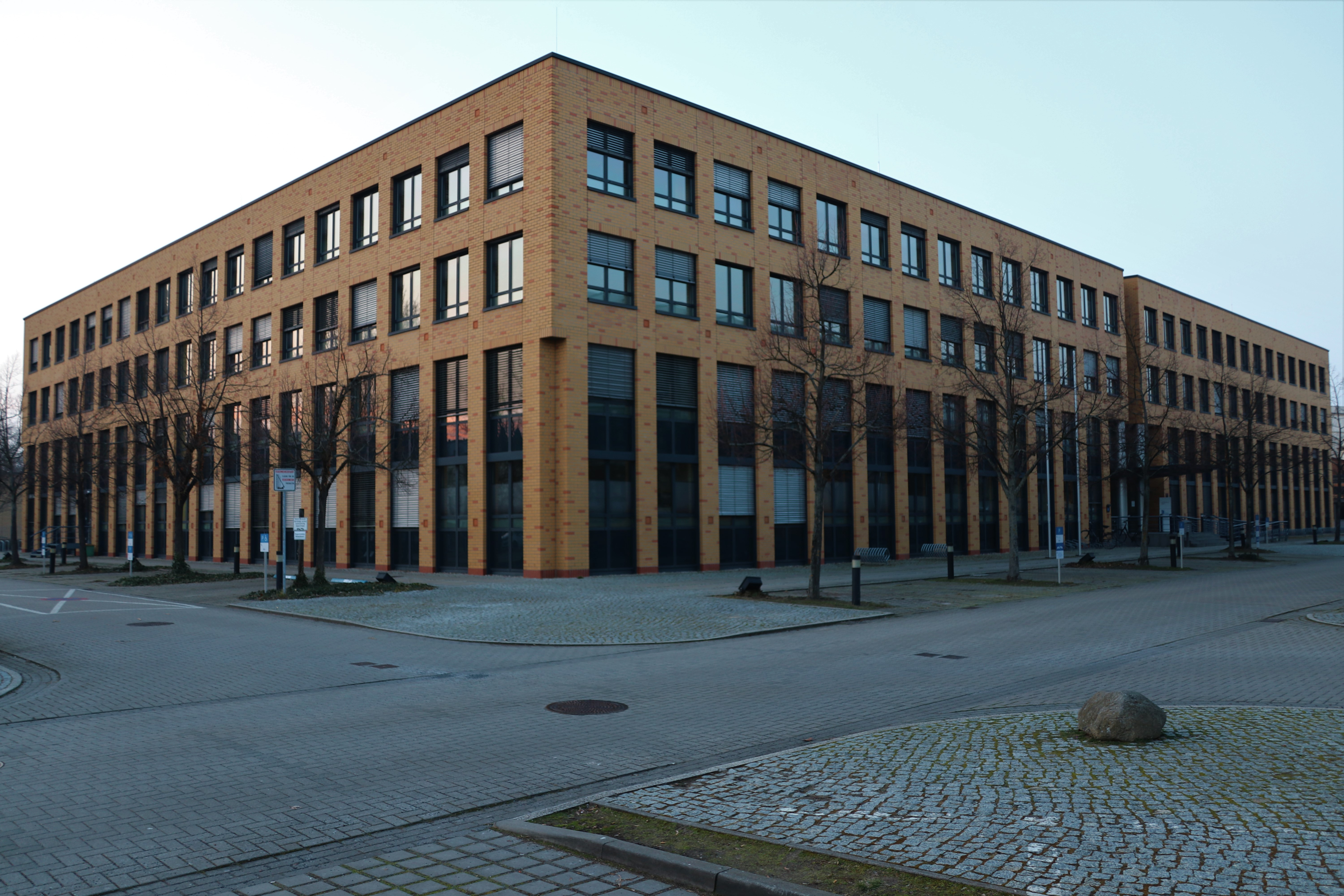
Gebäude der Direktion III in Potsdam

- Steuerstrafrecht und Ordnungswidrigkeitenrecht
- Kontrollen

### Direktion IV – Verbrauchsteuer- und Verkehrsteuerrecht sowie Prüfungsdienst
Sitz: Neustadt an der Weinstraße
- Verbrauchsteuerrecht:
  - Alkohol
  - Kaffee
  - Tabak
  - Energieerzeugnisse
  - Strom
  - Biokraftstoff
- Verkehrssteuern
  - Kraftfahrzeugsteuer
  - Luftverkehrssteuer
- Prüfungsdienst der Zollverwaltung

### Direktion V – Allgemeines Zollrecht
Sitz: Hamburg
- Allgemeines Zollrecht
  - Einfuhr
  - Ausfuhr
  - Versand
  - Abgabenerhebung
  - Bewilligungen

### Direktion VI – Besonderes Zollrecht
Sitz: Nürnberg
- Besonderes Zollrecht
  - Verbote und Beschränkungen
  - Außenwirtschaftsrecht
  - Bargeldverkehr
  - Marktordnungsrecht
  - Warenursprungs- und Präferenzrecht

### Direktion VII – Finanzkontrolle Schwarzarbeit
Sitz: Köln
- Organisierte Formen der Schwarzarbeit
- Ermittlung
- Ahndung
- Mindestarbeitsbedingungen
- Risikomanagement

### Direktion VIII – Zollkriminalamt
Sitz: Köln
- Abteilung A – Internationale Zusammenarbeit, Risikomanagement, Zentrales Fachmanagement
  - Internationale Koordination und Gremien
  - Gemeinsame Zentren (z. B. das gemeinsame Terrorismusabwehrzentrum (GATZ))
  - Koordinierung der Zusammenarbeit mit anderen Behörden
  - IT-Kriminaltechnik
  - Geschäftsstelle Zollfahndungsdienst
  - Risikomanagementstrategie und operative Analyse, Informationsgewinnung und management
- Abteilung B – Außenwirtschaftsüberwachung und Zollkriminalität
  - Allgemeine Fachaufgaben und Rechtsfragen (u. a. Justiziariat)
  - Koordinierung Exportkontrolle und Proliferationsbekämpfung
  - Bekämpfung Organisierter Kriminalität im Bereich von Zolldelikten
  - Terrorbekämpfung
  - fachliche IT-Strategie und Koordination

- Abteilung C – Unterstützung des Zollfahndungsdienstes
  - Koordinierung der Spezialeinheiten des Zolls
    - Zentrale Unterstützungsgruppe Zoll (ZUZ)
    - Observationseinheiten Zoll (OEZ)

  - Ermittlungstaktische Einsatzunterstützung
  - Telekommunikationsüberwachung
  - Lagezentrum Zoll
  - Informationstechnik

### Direktion IX – Bildungs- und Wissenschaftszentrum
Sitz: Münster
- Abteilung Lehre
  - Ausbildung
    - mittlerer Dienst
    - gehobener Dienst

  - Fortbildung
- Abteilung – Wissenschaft und Technik
  - Untersuchung, Analyse und Begutachtung von Waren
  - Hundewesen
  - Zentraler Sprachendienst

### Direktion X – Zentralstelle für Finanztransaktionsuntersuchungen (Financial Intelligence Unit)
Sitz: Köln
- Nationale Zentralstelle für die Entgegennahme, Sammlung und Auswertung von Meldungen über ungewöhnliche oder verdächtige Finanztransaktionen zur Bekämpfung von Geldwäsche und Terrorismusfinanzierung.

### Zentralstelle für Sanktionsdurchsetzung (ZfS)
Diese Organisationseinheit wird gemäß § 5a Finanzverwaltungsgesetz (FVG) für die Aufgaben nach § 1 des Sanktionsdurchsetzungsgesetzes eingerichtet.

## Leitung
Der Präsident bzw. die Präsidentin der Generalzolldirektion wird nach Besoldungsgruppe B 9, der Vizepräsident bzw. die Vizepräsidentin nach B 7 besoldet. Seit dem 31. Oktober 2024 führt der vormalige Leiter der Abteilung III im Bundesministerium der Finanzen, Dr. Armin Rolfink, als Präsident die Generalzolldirektion.
| Präsidenten                                         | Vizepräsidenten                    |
| --------------------------------------------------- | ---------------------------------- |
| Uwe Schröder (Januar 2016 – Dezember 2017)          | Hans Josef Haas (seit Januar 2016) |
| Hans Josef Haas (kommissarisch, Januar – Juli 2018) | Pia Wiedemann (seit Oktober 2023)  |
| Colette Hercher (August 2018 – Oktober 2024)        |                                    |
| Armin Rolfink (seit Oktober 2024)                   |                                    |